# Frederick James Hiltz

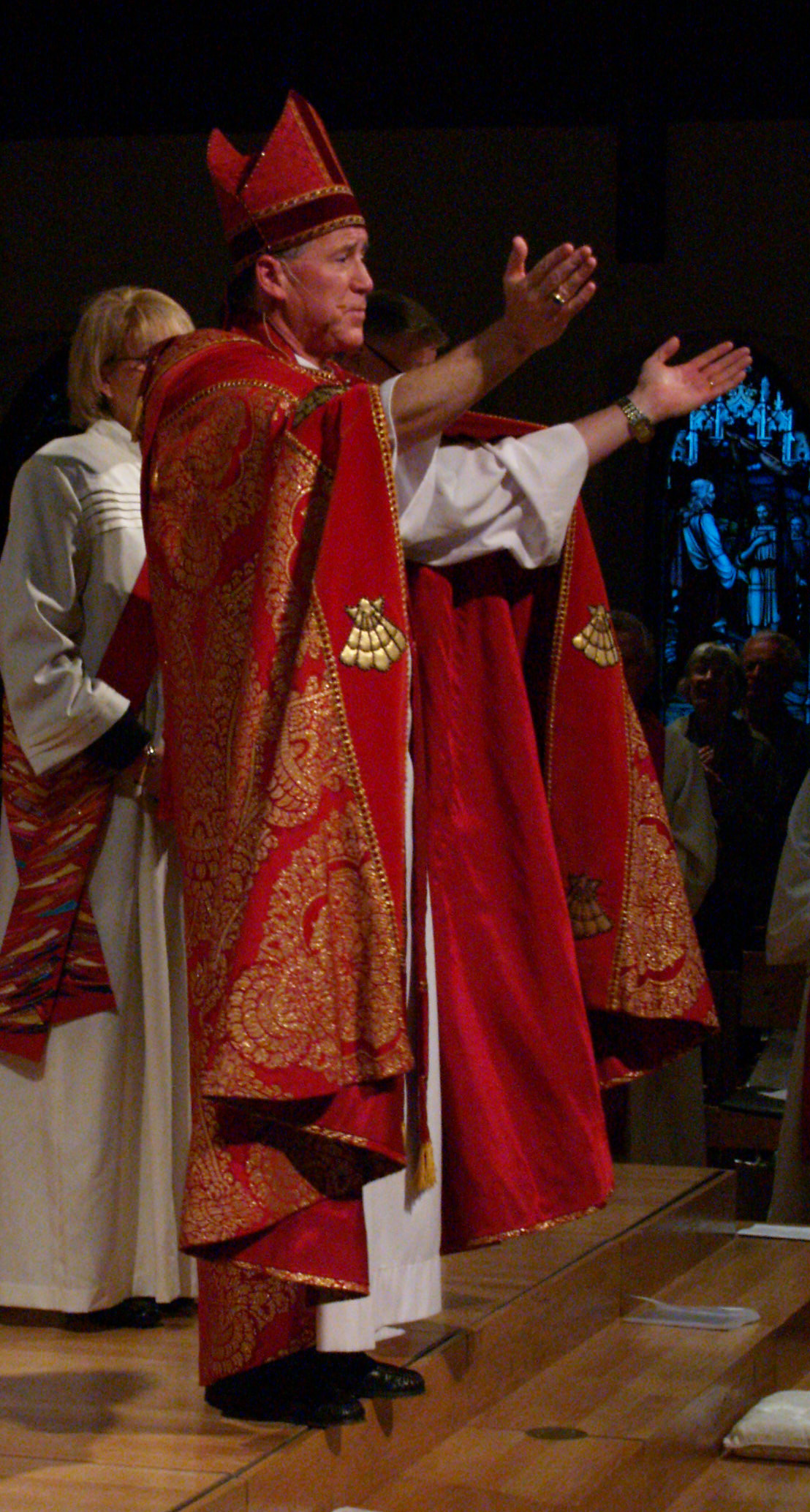
Frederick Hiltz 2012

Frederick James Hiltz (* 1954 in Dartmouth (Nova Scotia)) ist ein kanadischer Theologe und war von 2007 bis 2019 Primas der Anglikanischen Kirche von Kanada.

## Leben
Hiltz wuchs in seinem Geburtsort Dartmouth auf und erhielt 1975 seinen Bachelor of Science von der Dalhousie University. 1978 erreichte er seinen Master of Divinity an der Atlantic School of Theology. Hiltz bekam 2002 die Ehrendoktorwürde von der University of King’s College, Halifax.
Am 3. Juni 1977 wurde er zum Diakon geweiht und am 29. Juni 1978 wurde er als Priester ordiniert. Hiltz war in den folgenden Jahren in verschiedenen Kirchgemeinden als anglikanischer Priester tätig, unter anderem in Christ Church in Sydney, in Melford-Guyborough in Timberlea-Lakeside, an The Cathedral Church of All Saints in Halifax und an St. John's Church in Lunenburg.
2002 wurde er zum Bischof der anglikanischen Diözese von Nova Scotia and Prince Edward Island gewählt. Seit 2006 ist er Mitglied in der Anglikanisch-Lutherischen Internationalen Kommission. Die Zeitung The Guardian beschreibt ihn als Bischof mit eher liberalen Neigungen. Hiltz ist ein moderater, liberaler Theologe, der unter anderem die Segnung gleichgeschlechtlicher Paare auf der Generalsynode seiner Kirche unterstützte. Hiltz folgte 2007 als Primas seinem Vorgänger Andrew Hutchison. Am 16. Juli 2019 wurde Linda Nicholls seine Nachfolgerin.
Hiltz ist seit über 30 Jahren verheiratet und hat einen Sohn Nathan, der als Jazzgitarrist und Musiklehrer in Toronto tätig ist.